# Saint-Ours (Puy-de-Dôme)
Saint-Ours is een gemeente in het Franse departement Puy-de-Dôme in de regio Auvergne-Rhône-Alpes. De plaats maakt deel uit van het arrondissement Riom. Saint-Ours telde op 1 januari 2022 1.691 inwoners.
Vanuit het dorp kan het Parc naturel régional des Volcans d'Auvergne bezocht worden, en op het grondgebied van de gemeente bevindt zich ook het educatief themapark en wetenschapsmuseum Vulcania.

## Geografie
De oppervlakte van Saint-Ours bedroeg op 1 januari 2022 55,64 vierkante kilometer; de bevolkingsdichtheid was toen 30,4 inwoners per km².

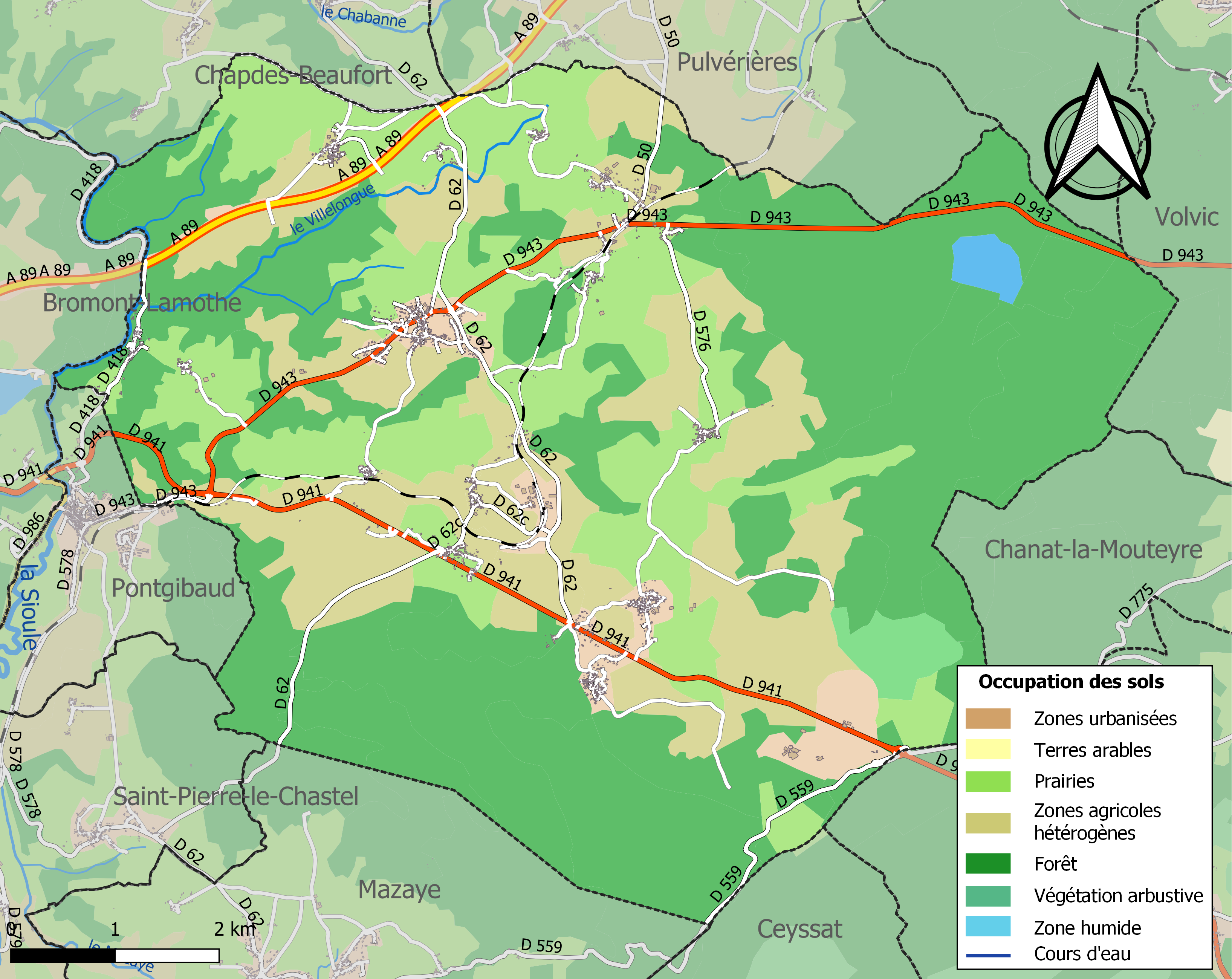
Kaart van de gemeente met belangrijkste infrastructuur, bodemgebruik en omliggende gemeenten

## Verkeer en vervoer
In de gemeente ligt spoorwegstation Vauriat.

## Demografie
Onderstaande figuur toont het verloop van het inwonertal (bron: INSEE-tellingen).

## Sport
Op 11 juli 2023 startte een etappe in wielerkoers Ronde van Frankrijk in het in Saint-Ours gelegen themapark Vulcania. De etappe naar Issoire werd gewonnen door de Spanjaard Pello Bilbao.